# Grande Erg Oriental

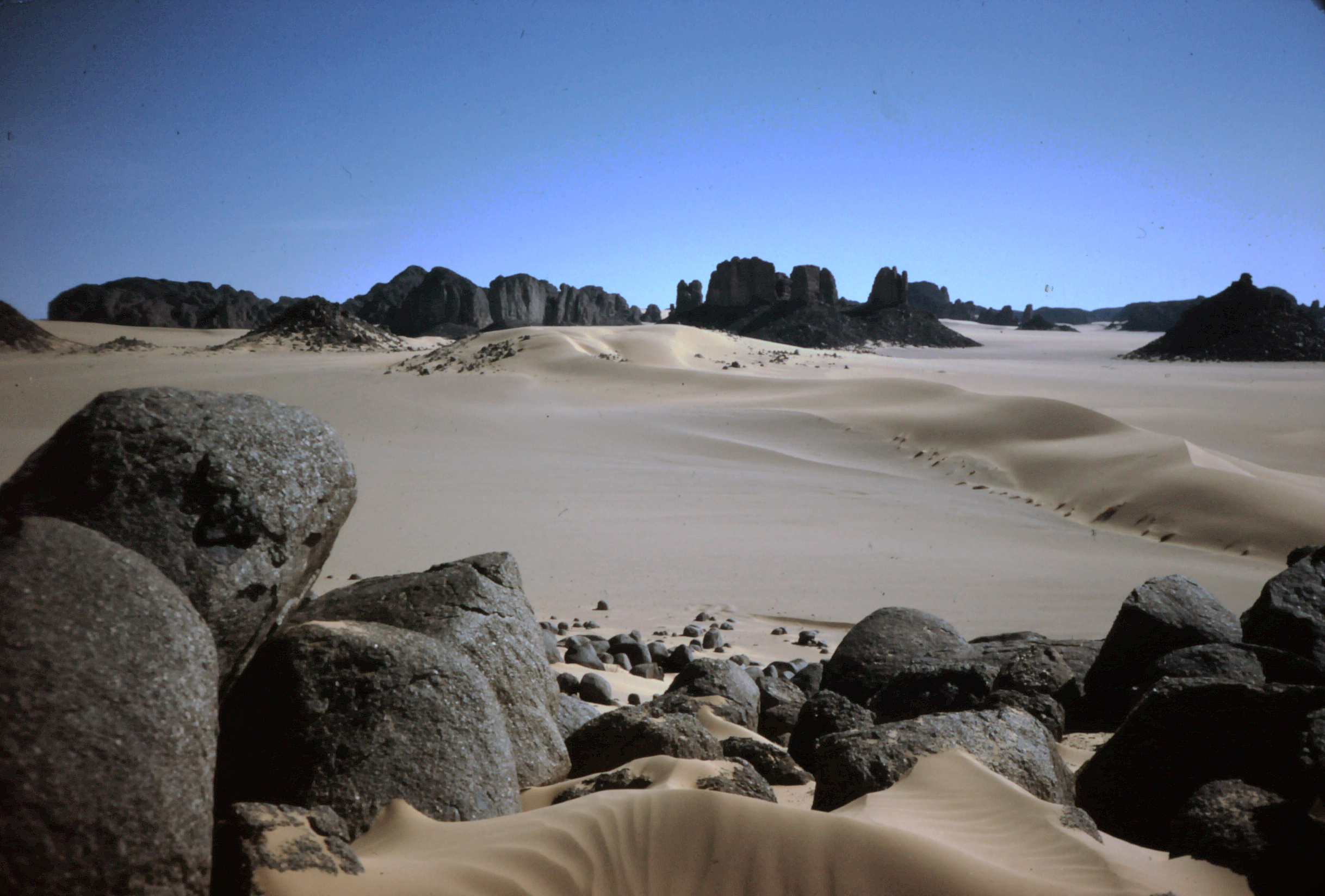
Penetração das dunas de areia do Grande Erg Oriental perto de Fort Gardel, na região de Tassili n'Ajjer, no sudeste da Argélia, com rochas fluviais de arenito e granito em primeiro plano

O Grande Erg Oriental (em árabe: العرق الشرقي الكبير; "grande mar de areia" ou "campo de areia") é um grande erg (deserto de areai ou região de dunas móveis) localizado no nordeste do deserto do Saara, entre o sudoeste da Tunísia, o leste da Argélia e uma estreita faixa da fronteira entre este último país e a Líbia.
Estende-se sobre uma área de 190 000 km², 90% na Argélia, e tem a forma aproximada dum retângulo com 500 por 300 km. As dunas mais elevadas chegam a ter mais de 250 metros de altura. Está separado do Grande Erg Ocidental, com metade do tamanho, por um vasto planalto rochoso (hamada).
| Limites do Grande Erg Oriental |                             |                         |
|                                | Chott el Jerid, Tunísia     | Chott el Jerid, Tunísia |
| Planalto de Tademaït, Argélia  |                             | Djebel Dahar, Tunísia   |
|                                | Hamada de Tinrhert, Argélia | Hamada El Homr, Líbia   |

Nos limites setentrionais do Grande Erg Oriental há vários oásis. Na Tunísia, os maiores são Douz, Tozeur e Nefta. Na Argélia destacam-se os oásis de Uede e Tugurte. O oásis mais meridional é Ksar Ghilane, na Tunísia. Durante muitos séculos percorrido por caravanas, atualmente a principal atividade económica é o turismo dito saariano, mais ativo na Tunísia.

## Natureza
O Grande Erg Oriental é o maior da Argélia. O seguinte em tamanho é o Grande Erg Ocidental, bastante menor. O maior erg do Saara é provavelmente o As-Sahra al-Libiyah, no deserto da Líbia, que se estende ao longo da fronteira sul entre o Egito e a Líbia.

### Antiga hidrografia
No passado, o Grande Erg Oriental era associado ao uádi (leito dum antigo rio) de Igargar, atualmente praticamente seco e soterrado, com uma extensa rede de afluentes e,  se neles corresse alguma água, correria de sul para norte, em direção ao erg, desde as montanhas  Hoggar (ou Ahaggar), no Saara central. Apesar de secos, os leitos dos antigos rios, aparentemente inúteis e cobertos pelas areias do deserto, conseguem preservar a água das raras chuvas, levando-a para o subsolo e salvando-a assim da evaporação quase instantânea.
Os leitos fluviais enterrados não só conduzem até ao interior do deserto a água de chuvas que caem em áreas longínquas fora do deserto como concentram e levam rapidamente a água produzida por tempestades locais para bacias aluviais, onde impregnam terras mais leves e formam reservas duradouras nas suas profundezas. Em resultado disso, a vegetação que sobrevive no deserto localiza-se ao longo dos leitos dos uádis ou nas suas bacias, que de certa forma continuam a existir no subsolo. Não é por acaso que nas linguagem usada pelos nómadas que habitam esses locais os termos uádi e pastagem são praticamente sinónimos.
Por essas razões e outras relacionadas com a ecologia da água do deserto, o geógrafo e historiador do Saara E.-F. Gautier referiu-se ao Grande Erg Oriental como o "grande erg do Igargar" ou "grande erg de Tajerjerte" A humidade à superfície, pastagens sazonais e poços podem refletir condições invisíveis debaixo das areias. O que aparenta ser um erg inóspito pode por vezes oferecer os frutos de algum uádi subterrâneo.

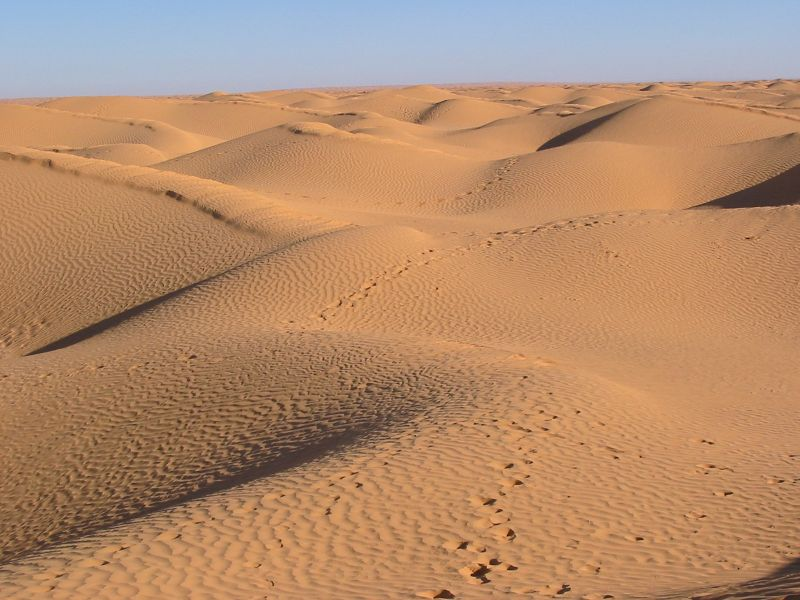
Dunas perto de Ksar Ghilane

A norte do erg, nas montanhas Aurès registam-se precipitações abundantes, que alimentam o aquífero artesiano do Jerid, apesar da superfície coberta de chotts (lagos salgados). Ali, junto ao grande erg, produzem-se aquilo que muitos consideram as melhores tâmaras de todo o Magrebe. No inverno, os ventos sopram de noroeste e norte, o que parece ter empurrado o erg para leste e sudeste, em direção a Gadamés, na fronteira líbia.
Parte das montanhas Hoggar, mais a sul, também faziam parte da bacia hidrográfica do uádi de Igargar e quando o Grande Erg Oriental se formou, integrava o que atualmente são ergs separados, nomeadamente o de Issauane.

### Dunas
Ao longo do tempo, o vento varre a areia do deserto amontoando-a; se a areia for suficiente, a areia acaba por formar um série de colinas. Em alguns tipos de dunas a encosta do lado do vento é gradual e suave e abrupta do lado contrário, o que faz com que as dunas possam "rolar" no mesmo sentido do vento. A vegetação não sobrevive na areia seca e quente a não ser que haja água.
Um tipo de dunas frequente no Saara é o longitudinal, com as correntes de ar a formarem grandes dunas paralelas à direção dos ventos dominantes. Estas dunas têm cristas longas e afiadas. Ventos cruzados podem alteara a altura e largura dessas grandes dunas, com a encostas íngremes nos dois lados. Há outros tipos de dunas e ainda as chamadas "dunas complexas", que apresentam características de mais do que um tipo fundamental. Os ventos do Saara são também conhecidos por limparem completamente de areia algumas áreas, deixando apenas rocha nua (as chamadas hamadas, ou gravilha ou pequenas pedras (reg).

## Infraestruturas e economia

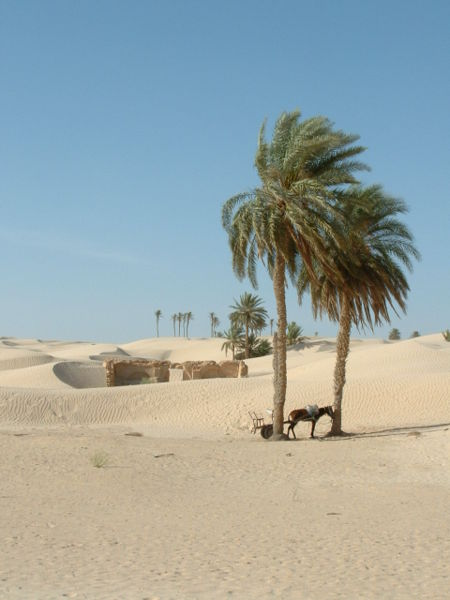
Dunas perto de Douz, na Tunísia

O Grande Erg Oriental é acessível por estrada na Argélia — uma estrada parte de Constantina, no nordeste do país, em direção a sul, atravessando primeiro as montanhas do Aurès e depois os chotts junto à cidade de Biskra, seguindo depois ao longo da orla ocidental do erg. Depois de 500 km atinge o antigo oásis de Uargla. Desde o final da Antiguidade que Uargla foi uma paragem para o comércio transaariano, situada numa rota de caravanas com vários milhares de quilómetros de extensão, que ia desde o Mediterrâneo até ao Sahel, atravessando todo o Saara. Wargla foi a capital do reino ou principado M'Zab, uma entidade política ibadita com origem no antigo rustâmida que existiu no final da Idade Média. Segundo o geógrafo tunisino medieval ibne Caldune (1332–1406), o Sahel ficava a "setenta dias de marcha" a sul de Wargla. Atualmente Uargla é uma cidade de média dimensão (129 mil habitantes) e capital provincial cuja principal atividade económica é a indústria petrolífera.[carece de fontes?]
A estrada passa por outros oásis a norte de Uargla, como Tugurte (pop.: 153 mil) onde são produzidas tâmaras comercialmente. Tugurte chegou a ser um sultanato na Idade Média e mais um local de paragem das caravanas transaarianas. No século XVIII e parte do século XIX Tugurte foi completamente independente. A sul de Uargla, a estrada passa por Hassi Messaoud ("poço abençoado"), localizado no interior do Grande Erg. Até há relativamente pouco tempo Hassi Messaude era apenas uma pequena aldeia saariana, mas cresceu substancialmente desde que ali foi descoberto petróleo em 1956. Desde então foi construída uma refinaria e a cidade, que se estima ter cerca de 60 mil habitantes conta com um aeroporto internacional.
Tanto Uargla como Tugurte encontram-se fora dos limites do erg propriamente dito, junto ao seu limite ocidental, em áreas praticamente sem areia, a qual foi completamente varrida por ventos fortes e persistentes.

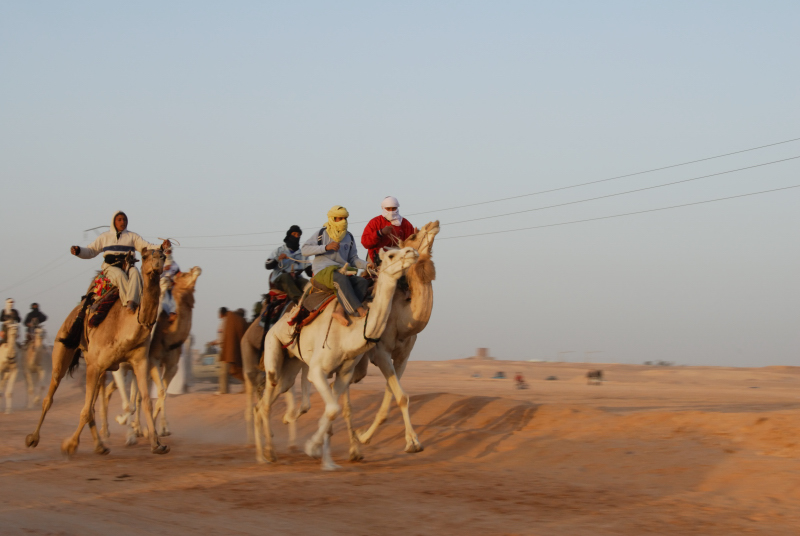
Corrida de camelos perto de Hassi Messaoud, na Argélia

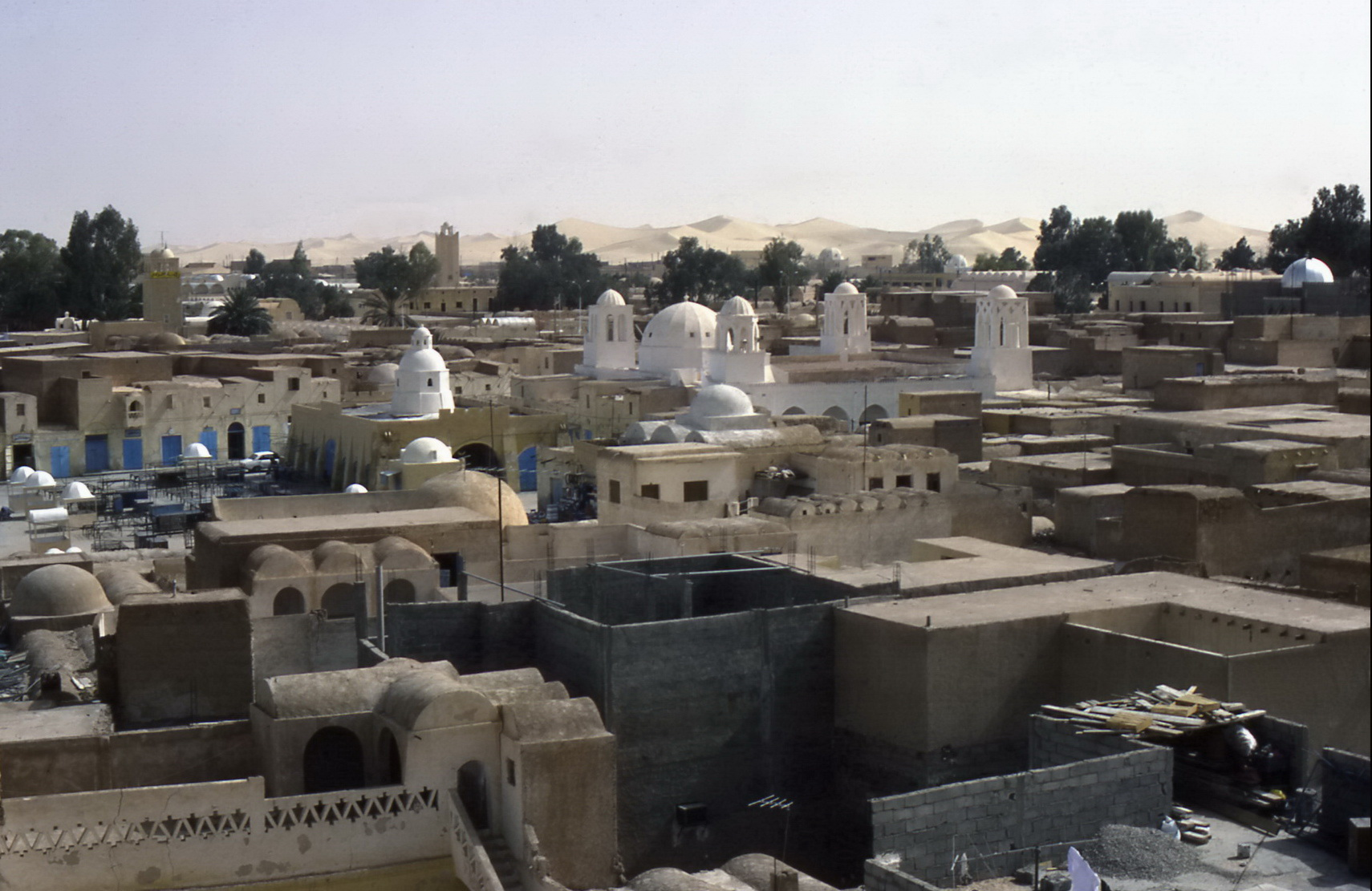
Vista de Uede, na Argélia

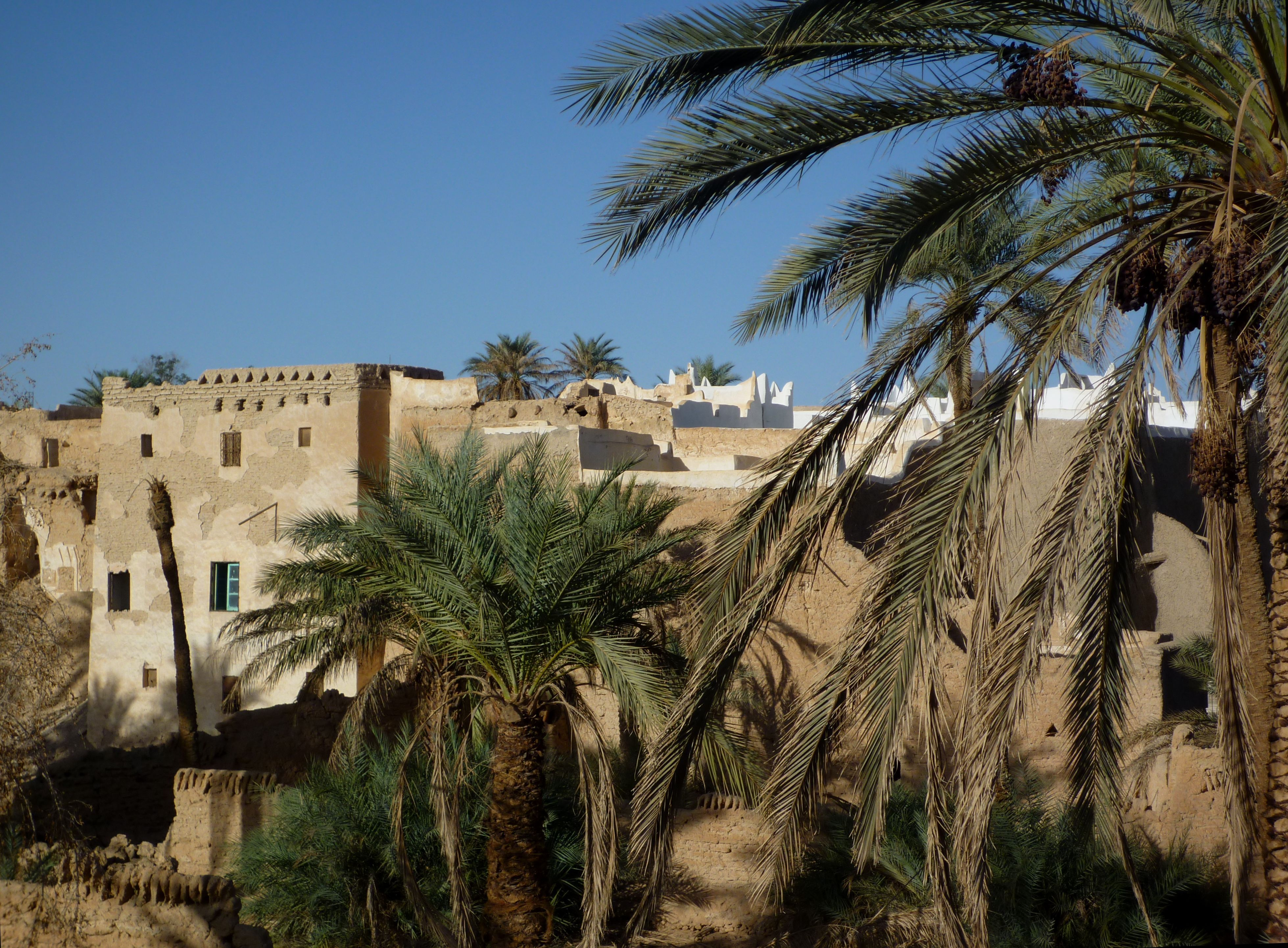
Vista de Gadamés, na Líbia

Uma estrada do deserto continua para leste a partir de Hassi Messaoud através do Grande Erg, passando por uma nascente chamada Bordj Sif Fatima, e que vai até Gadamés, a pequena mas antiga localidade líbia junto à fronteira tripla entre a Argélia, Tunísia e Líbia. Outra estrada, em melhores condições, dirige-se a partir de Hassi Messaoud para a extremidade sul do erg, passando por uma nascente chamada Hassi Tartrat. Mais a sul encontram-se as montanhas Hoggar.
Uma parte considerável do petróleo e outros hidrocarbonetos extraídos na Argélia procedem do Grande Erg Oriental ou suas zonas limítrofes. Há explorações de petróleo importantes em Uargla e Hassi Messaude, de gás natural em In Salah (pop.: 44 mil), no sudoeste do erg, em El Adeb Larache, Edjelé, Tingenturine e Zarzaitine (a sul do erg, junto à fronteira com a Líbia). O maio campo de gá natural da Argélia situa-se junto a Gardaia, a oeste de Tugurte. Fora construídos oleodutos em direção ao porto mediterrânico de Bourgie e, mais recentemente também através da Tunísia.
Ao longo da orla norte do Grande Erg Oriental, tanto a ecologia física como a cultura humana que ali sobrevivem desde tempos muito remotos estão intimamente ligados. Essa região estende-se desde Biscra (pop.: 200 mil) para leste, até à parte tunisina do Jerid. Esta é uma área de baixa altitude de  chotts (lagos salgados semisecos) e alguns oásis, onde é feita exploração intensiva de tâmaras, em palmeirais com dezenas ou centenas de milhares de árvores. Na Pré-história, foi nesta região que se desenvolveu a cultura capsiana. «Os oásis entre Biscra e o Jeride formaram não só uma entidade geográfica, mas também um domínio económico e sóciocultural.» Na mesma área, mas um pouco mais para sul, encontra-se Uede (pop.: 139 mil), conhecida pela sua arquitetura tipicamente saariana, com cúpulas e alimentada por um rio subterrâneo. 100 km a leste de Tugurte, na orla norte do erg encontra-se outro oásis.
Na Tunísia, a sul do porto marítimo de Gabès, há uma série de aldeias berberes não muito longe dos limites orientais do Grande Erg. De Tataouine parte uma estrada erma em direção a sul, paralela à fronteira líbia e às dunas mais orientais do Grande Erg. A estrada termina em Borj El Khadra, um pequeno oásis perto de Gadamés.
Junto à extremidade sudeste e do ponto em que se encontram as fronteiras da Argélia, Tunísia e Líbia, situa-se o oásis e a cidade líbia de Gadamés (pop.: 7 mil; modernamente também transliterada como Gudamis). A maioria da sua população é de etnia tuaregue, um ramo de berberes que tradicionalmente se encontra sobretudo no Saara central. O oásis era conhecido pelos antigos egípcios e posteriormente pelos cartagineses e romanos, que lhe chamavam Cidamo. Como na atualidade, uma estrada ligava o oásis a Tarábulo (atual Trípoli), na costa do Mediterrâneo. A importância histórica da arquitetura saariana da cidade velha foi reconhecida pela UNESCO, que a classificou como Património Mundial.

### Aeroportos
No Grande Erg propriamente dito existe um aeroporto, Uede Irara - Krim Belkacem (IATA: HME, ICAO: DAUH), em Hassi Messaude, na Argélia, que serve alguns voos nacionais e internacionais. O aeroporto de Uargla (IATA: OGX), situado junto à orla ocidental do erg também serve alguns (poucos) voos nacionais e internacionais. A cerca de 16 km de Uede, a norte do erg encontra-se o aeroporto de Guemar (IATA: ELU, ICAO: DAUO), que tem alguns voos nacionais.
Na Líbia, o aeroporto de Gadamés (IATA: LTD, ICAO: HLTD) serve alguns voos domésticos. Na Tunísia, o aeroporto mais próximo dos limites do erg (cerca de 100 km a norte-nordeste) é o aeroporto de Djerba-Zarzis (IATA: DJE, ICAO: DTTJ).